# Club Deportivo Villarreal
El Club Deportivo Villarreal fue un club de futbol español de Villarreal en la Provincia de Castellón, Comunidad Valenciana. Fue fundado el 10 de marzo de 1923 y fue disuelto en 1942, siendo sustituido por el Club Atlético Foghetecaz.

## Historia
Gracias a un grupo de villarrealenses que se reunieron para fomentar su deporte favorito, el fútbol⁣, se funda el 10 de marzo de 1923 el C.D. Villarreal. La primera junta se celebró el 24 de mayo del mismo año, presidida por José Calduch Almela como presidente (que después cambiaría a Vicente Marmaneu Ballester), José Martínez Aguilar, como secretario, Carlos Calatayud Jordá, como tesorero, y los vocales Juan Nebot, Alfonso Saera, Manuel Calduch, Pascual Arrufat Catalá, Vicente Cabedo Meseguer y Manuel Amorós Fortuño.
El Campo del Villarreal (Campo El Madrigal) fue inaugurado el 17 de junio de 1923 en un partido contra el Cervantes F.C. de Castellón, la entrada para adultos valía 0,5 Pts y para los niños 0,25 Pts y las mujeres entraban gratis. Su primer partido amistoso fue contra el Red Star de Castellón jugado el 21 de agosto de 1923. Participaba en Categorías Regionales, en 1935 el C.D. Villarreal ganaba la competición de primera regional y se iba a enfrentar la promoción de ascenso de Segunda División contra el Cartagena C.F. En el partido de ida perdió 5-0 y en el de vuelta perdió 3-1, por lo tanto, se quedó en primera regional, tras la guerra civil se quedó en segunda regional hasta su disolución en 1942.

## Plantilla
Portero: Lopez
Defensas:Ferrer y Nebot
Medios: Cabrera, Gninot y Llobregat
Delanteros: Cerdá, Agost, Colom, Peset y Cheza